# Лизитея (океанида)
Вижте пояснителната страница за други значения на Лизитея.
Лизитея в древногръцката митология е океанида, дъщеря на Океан и една от любимите на Зевс. Лизитея е и друго име на Семела, дъщерята на Кадъм и Хармония.
На Лизитея е наречен един от спътниците на Юпитер, открит през 1938 г.